# Кшиштоф Стшемеський
Кшиштоф Стшемеський (пол. Krzysztof Strzemeski; ? — до 24 грудня 1671) — польський шляхтич, військовик, урядник Речі Посполитої. Представник роду Стшемеських гербу Любич.

## Життєпис
Батько — Єнджей Станіслав Стшемеський (пол. Jędrzej Stanisław Strzemeski), військовик, дідич Микулиничів, галицький хорунжий . Мати — дружина батька Катажина Бориславська гербу Шренява, дочка подільського підкоморія Пйотра Бориславського (?—1621); несподівано була забрана у неволю татарами, тому Кшиштоф поїхав до Криму для її викупу, однак викупив вже тіло померлої. Мав брата Войцеха, стрийка Марека, а його сестра Катажина стала дружиною Александера Хоментовського. 
Змолоду воював: спочатку в панцерній корогві Станіслава Жолкевського, потім — у гусарській. Брав участь у битвах з московитами, волохами, у Пруссії. Під Цецорою не покинув коронного гетьмана, був поранений, потрапив у полон, де пробув два роки. Багато молився до Пречистої Діви Марії, завдяки чому був звільнений.
Перебував («бавився») у стрийка Марека в Нечищеві,  коли напали татари. Зі стрийком добрались до Бережан, де Сенявський дав йому командування кількома надвірними корогвами. Виходячи з фортеці, били татар; став поручником гусарської корогви. Воював під командою Стефана Потоцького, був його регіментарем, від нього «взяв» командування 600-ма вершників. У Будилові дав відсіч Куропатніцькому. Піймав двох мурз, яких віддав Потоцькому, взамін отримав Городенку. Під час нападу Ракоці Галицька земля обрала його ротмістром. Жорстоко придушував козацькі повстання на Покутті. Скаржився до суду на міщан Заболотова, селян Тулукова з приводу їх дій проти шляхти під час міжкоролів'я (Хмельниччина). У час, коли Городенку взяв в облогу татарський кіш, зумів зробити контрвипад, забрати зелену хоругву ворога, вбивши хорунжого. Під час нападу московитів на замок у Бучачі зробив значний внесок у його успішне відбиття.
Ставши галицьким підсудком, обіймав цей уряд (посаду) майже 40 років. Відмовився від посади каштеляна міста Бєча. Брав участь у посольствах до волохів, мультан. Сприяв відбудові Городенки, будівництву тут замку. В Бучачі, Бережанах купив «ґрунти», де було збудовано «двори» для влаштування своїх людей під час «інкурсій». У Підвисокому «вибудував», оздобив костел, «виставив» шпиталь тут, також у Бучачі при фарному костелі. Під час великого голоду «на Русі» відкрив свої «гумна», підтримував не тільки підданих, а кілька сотень інших. Дідич, зокрема, Сновидова, Возилова, продав цю маєтність Потоцьким гербу Пилява. Був набожним, брав на виховання бідніших панянок, яким надавав посаги.
Помер до 24 грудня 1671 року, коли вперше у джерелах згадується його наступник на посаді галицького підсудка Кшиштоф Скарбек (пол. Krzysztof Skarbek). Був похований у Бережанах, очевидно, у крипті фарного костелу.

### Сім'я
Перша дружина — Катажина Курдвановська (пол. Katarzyna Kurdwanowska), діти:
- Ядвіга Васільковська, потім — Злочевська, хорунжина галицька
- Анна — дружина: Ліневського — ловчого белзького, Тишкевича — київського воєводича.

Друга дружина — Єлизавета Рожнятовська гербу Сас (пом. 1683), була похована у домініканському костелі Львова. Діти:
- Зофія
- ім'я невід. — дружина Катажина Нарайовська
- Єнджей (†1725, Красностав) — монах-домініканець.
- Ян — гадяцький староста,[8] вояк, ротмістр панцерної корогви, брав участь у битвах під Хотином, Журавним, дружина — Зофія Фірлей.

## Зауваги
1. ↑  Казімеж Пшибось не вказав його серед цих урядників → Див.: Prszyboś K. (opracował). Urzednicy wojewodztwa ruskiego XIV—XVIII ww. — Wrocław — Warszawa — Kraków — Gdańsk — Łódź  Zakład Narodowy Imienia Ossolińskich, Wydawnictwo Polskiej Akademii Nauk, 1987. — S. 36—37, 393. (пол.)
2. ↑  ймовірно, це село Мечищів, нині Бережанського району